# Eleição parlamentar na Costa do Marfim em 2016
A eleição parlamentar marfinense de 2016 ocorreu em 18 de dezembro. Com a promulgação da nova Constituição do país após sua aprovação popular no referendo nacional realizado dois meses antes, o período de mandato dos deputados eleitos para a Assembleia Nacional foi reduzido de 5 para 4 anos.
A coalizão governista RHDP, formada pelos partidos Reagrupamento dos Republicanos (RDR), Partido Democrata da Costa do Marfim (PCDI) e outros partidos políticos minoritários, sagrou-se vencedora do pleito após obter 50.26% dos votos válidos, elegendo 167 deputados. Outros três partidos, dentre os quais a Frente Popular Marfinense (FPI) (outrora um partido majoritário no cenário político marfinense), elegeram juntos outros 12 deputados. Houve ainda 76 candidatos independentes eleitos que obtiveram, somados, 38.50% dos votos válidos.

## Resultados eleitorais
| Partido                           | Partido                                              | Votos     | %     | Cadeiras | +/– |
| --------------------------------- | ---------------------------------------------------- | --------- | ----- | -------- | --- |
|                                   | Reagrupamento de Houphouëtistas por Democracia e Paz | 1 019 057 | 50.26 | 167      | 163 |
|                                   | Frente Popular Marfinense                            | 118 130   | 5.83  | 3        | 3   |
|                                   | União por Democracia e Paz na Costa do Marfim        | 60 566    | 2.99  | 6        | 1   |
|                                   | União pela Costa do Marfim                           | 20 806    | 1.03  | 3        | 2   |
|                                   | Candidatos independentes                             | 780 629   | 38.50 | 76       | 41  |
| Total de votos válidos            | Total de votos válidos                               | 2 027 461 | 94.83 | –        | –   |
| Votos inválidos (brancos e nulos) | Votos inválidos (brancos e nulos)                    | 110 575   | 5.17  | –        | –   |
| Total de votos registrados        | Total de votos registrados                           | 2 138 036 | 100   | –        | –   |
| Eleitorado apto a votar           | Eleitorado apto a votar                              | 6 268 113 | 34.11 | –        | –   |